# Dirty South Dance
 (octobre 2022).
Dirty South Dance est un album du DJ et producteur d'origine québécoise A-Trak. Sorti en 2007, il est la première mixtape de type « mashup » du DJ sortie sur Internet. Il s'agit d'un mélange de musique hip-hop et électronique. Le visuel de la pochette a été réalisé par Shepard Fairey.

## Liste des titres
1. Frenchies Act a Fool
2. Walk It Out Trizz
  - Walk It Out - UNK
3. Going Down on E
  - Yung Joc's - It's Going Down
  - Soulwax - E-Talking
4. Hustlin' Hustler
  - Rick Ross - Hustlin'
  - Simian Mobile Disco - Hustler
5. Wampercycle
  - Clipse - Wamp Wamp
  - Alex Gopher - Motorcycle
6. Throw Some D's in your Life
  - Rich Boy - Throw some D's
  - Daft Punk - The Prime Time of Your Life (Para One's Remix)
7. Time to get Yummy
  - Gwen Stefani - Yummy
  - LCD Soundsystem - Time to Get Away
8. Call That Girl Margherita
  - Pitbull - Bojangles
  - Morgan Geist - Margeherita (Hot Edit)
9. TTC - Quitte la Piste
10. Feeling For the Pack
  - Cassius - Feeling For You (Les Rythmes Digitales Remix)
11. Touch Your Toes
12. Control (Kid Sister)
13. MIA-roder
14. Stuntin' Like my Guitar
  - Lil Wayne - Stuntin' Like My Daddy
15. Get on my Pony
16. I don't Like to Turn Around
17. Knockin' Erol Down
18. My Lovely Outro
  - Justin Timberlake - My Love